# Tule luo
"Tule Luo"   (tradução portuguesa: "Vem para Mim") foi a canção que representou a Finlândia no entry in the Festival Eurovisão da Canção 1993 que teve lugar em Millstreet na Irlanda.
A referida canção foi interpretada em finlandês por Katri Helena. Foi a 17.ª canção a ser interpretada na noite do evento, a seguir à canção eslovena "Tih Deževen Dan", interpretada pela 1x Band e antes da canção bósnia "Sva Bol Svijeta, interpretada pela banda Fazla. No ano seguinte, a Finlândia fez-se representar com a canção "Bye Bye Baby, interpretada pelo duo CatCat.

## Autores
A canção tinha letra de Jukka Saarinen, música de Matti Puurtinen e foi orquestrada por Olli Ahvenlahti.

## Letra
A canção é uma apelo da cantora par alguém (talvez um amante) para ir ter com ela. Ela canta sobre as razões porque essa pessoa deveria ter com ela, incluindo o fa(c)to de ela "dar luz a uma noite escura". De referir que a letra da canção não contém os sons ö e  ä, muito comuns no finlandês.
, Tule luo, canção da Finlândia no Festival Eurovisão da Canção 1993